# Ovidio Poletto
Ovidio Poletto (Caneva, 27 marzo 1935) è un vescovo cattolico italiano, dal 25 febbraio 2011 vescovo emerito di Concordia-Pordenone.

## Biografia
Nasce a Caneva, allora in provincia di Udine e diocesi di Ceneda, il 27 marzo 1935.

### Formazione e ministero sacerdotale
Il 6 luglio 1958 è ordinato presbitero, a Cordignano, dal vescovo Giuseppe Carraro per la diocesi di Vittorio Veneto.
Dal 1958 al 1959 è cappellano a Tarzo; dal 1959 al 1967 vicerettore, insegnante e quindi pro-rettore della scuola apostolica di Oderzo. Dal 1967 al 1968 è direttore dell'ufficio missionario diocesano; dal 1968 al 1972 vicedirettore del seminario, quindi parroco dei Santi Pietro e Paolo a Vittorio Veneto fino al 1988, quando viene nominato vicario generale della diocesi.

### Ministero episcopale
Il 16 settembre 2000 papa Giovanni Paolo II lo nomina vescovo di Concordia-Pordenone; succede a Sennen Corrà, dimessosi per raggiunti limiti di età. L'11 novembre seguente riceve l'ordinazione episcopale, nella cattedrale di Vittorio Veneto, dal vescovo Alfredo Magarotto, co-consacranti i vescovi Eugenio Ravignani e Sennen Corrà. L'8 dicembre prende possesso della diocesi, nella cattedrale di Concordia.
Il 25 febbraio 2011 papa Benedetto XVI accoglie la sua rinuncia, presentata per raggiunti limiti d'età, al governo pastorale della diocesi di Concordia-Pordenone; gli succede Giuseppe Pellegrini, fino ad allora vicario generale di Verona. Rimane amministratore apostolico della diocesi fino all'ingresso del successore, avvenuto il 10 aprile successivo.
Nel 2004 è co-consacrante di mons. Armando Bucciol, nominato vescovo di Livramento de Nossa Senhora, e nel 2011 del suo successore Giuseppe Pellegrini.

## Genealogia episcopale
La genealogia episcopale è:
- Cardinale Scipione Rebiba
- Cardinale Giulio Antonio Santori
- Cardinale Girolamo Bernerio, O.P.
- Arcivescovo Galeazzo Sanvitale
- Cardinale Ludovico Ludovisi
- Cardinale Luigi Caetani
- Cardinale Ulderico Carpegna
- Cardinale Paluzzo Paluzzi Altieri degli Albertoni
- Papa Benedetto XIII
- Papa Benedetto XIV
- Papa Clemente XIII
- Cardinale Marcantonio Colonna
- Cardinale Giacinto Sigismondo Gerdil, B.
- Cardinale Giulio Maria della Somaglia
- Cardinale Carlo Odescalchi, S.I.
- Cardinale Costantino Patrizi Naro
- Cardinale Lucido Maria Parocchi
- Papa Pio X
- Papa Benedetto XV
- Papa Pio XII
- Cardinale Eugène Tisserant
- Cardinale Bernardin Gantin
- Vescovo Alfredo Magarotto
- Vescovo Ovidio Poletto